# Вардариоти
Вардариоти или Турци Вардариоти (грч. Βαρδαριῶται, Βαρδαριῶται Τοῦρκοι) су били етничка и територијална скупина у Византијском царству. Извесна скупина Мађара, односно Турака (како су називани у тадашњим византијским списима) након војног похода угарских великаша јужно од Дунава, остала је трајно настањена у Византији почетком 10. века на простору Повардарја. Они су били христијанизовани захвајући засебној вардариотској црквеној катедри (епископији). Имали су своју војно-управну јединицу (архонтија) која је до краја 12. века добила статус теме. У доба Комнина из Вардариота регрутују се гардисти за византијски двор, а старешине вардариотске гардијске јединице носиле су звање примикирија. Током 13. и 14. века Вардариоти су били Турци из Мале Азије, који су заменили Мађаре. Вардариотска епископија у облсати Дојранског језера се помиње и након пада Византијског царства.